# Robert Nestler
Karol Robert Nestler (ur. 27 października 1817 w Rachenau, ob. Sławnikowice, zm. 15 stycznia 1905 w Łodzi) – polski budowniczy, architekt i społecznik pochodzenia śląsko-niemieckiego, nestor znanej łódzkiej rzemieślniczej rodziny Nestlerów, współzałożyciel przedsiębiorstwa Nestler & Ferrenbach, będącego jedną z najważniejszych firm budowlanych Łodzi przełomu XIX i XX wieku.

## Życiorys

### Pochodzenie i młodość
Potomkowie Karola Roberta, również budowniczowie, pomimo fachu legitymizowali się szlacheckim pochodzeniem. Prawdopodobnie Karol Robert uczył się fachu od swojego ojca, w międzyczasie emigrował do Stanów Zjednoczonych, jednakże powrócił, by od 1841 roku podjąć pracę jako majster budowlany w pobliskim Görlitz.

### Praca w Łodzi
W 1859 przybył do Łodzi i tu otrzymał pod budowę domu plac nr 1337 oraz sąsiedni nr 1336 na skład drewna. W 1859 rozpoczął prace jako rzemieślnik budowlany. W latach 1860–1861 budował pierwszy murowany kościół katolicki pw. św. Jakuba, później Podwyższenia Świętego Krzyża, przy ul. Dzikiej (Mikołajewskiej, obecnie ul. H. Sienkiewicza) według projektu Franciszka Tournelle'a, a jego brat cioteczny Wilhelm, określany jako technik nadzorował budowę.
W 1864 został zapisany w Księgach Ludności Stałej miasta Łodzi jako jedyny architekt mieszkający w Łodzi we własnym domu przy Przejazd 15  (obecnie Juliana Tuwima, na posesji, którą później kupił budowniczy Otto Gehlig).
W latach 1864–1868 był starszym cechu murarzy (z tej rodziny kolejnym starszym cechu w latach 1873–1878 był brat cioteczny Wilhelm).
Wybudował jeszcze inne obiekty sakralne różnych wyznań:
- w latach 1880–1884 prawosławną cerkiew pw. św. Aleksandra Newskiego według projektu Hilarego Majewskiego,
- w latach 1880–1884 kościół ewangelicki pw. św. Jana Ewangelisty (obecnie katolicki oo. jezuitów) według planów L. Schreibera przy ul. Dzikiej (obecnie ul. H. Sienkiewicza), a w 1885 zbudował obok dom parafialny według projektu H. Majewskiego,
- w latach 1894–1896 cerkiew garnizonową pw. św. Aleksego przy ul. Ekaterynburskiej – według projektu F. Chełmińskiego – obecnie katolicki kościół garnizonowy pw. św. Jerzego przy ul. św. Jerzego.

W 1897 lub 1899 roku został współwłaścicielem firmy – wraz z synem,Robertem Karolem. Syn Robert Karol naukę rzemiosła rozpoczął w 1888 roku u swojego mistrza Henryka Ferrenbacha, egzamin czeladniczy zdał 7 marca 1891, a mistrzowski 24 kwietnia 1896. Był współwłaścicielem firmy Ferrenbacha istniejącej od 1889 we własnym domu przy Podleśnej (obecnie ul. M. Curie-Skłodowskiej) 17.
Firma budowlana Nestler & Ferrenbach prezentowała swoje prace na Wystawie Artystów Łódzkich w 1903.
W XIX w. i na początku XX w. wybudowała wiele ważnych gmachów w mieście, była aktywna również w latach międzywojennych, gdy mieściła się przy ul. Karolewskiej 41.
Do ważniejszych obiektów wybudowanych przez firmę w latach 1902–1910 zalicza się m.in.:
- kościół katolicki pw. św. Wojciecha w Chojnach Starych (1902), według projektu J.P. Dziekońskiego – obecnie w granicach miasta, przy ul. Rzgowskiej i ul. św. Wojciecha,
- gmach Szkoły Przemysłowej przy ul. Pańskiej (obecnie ulica S. Żeromskiego 115), 1900–1902 – według projektu Piotra Brukalskiego,
- urządzenie wnętrz kawiarni „Bristol” w Grand Hotelu, 1903 – według projektu Gustawa Landau-Gutentegera,
- kościół katolicki św. Anny na Zarzewie, 1904–1905 – według projektu P. Riebensahma przy udziale H. Ferrenbacha;
- szpital dziecięcy Anny Marii (1904–1905) przy ul. Rokicińskiej według projektu P. Riebensahma, (obecnie szpital dziecięcy im. Janusza Korczaka przy al. J. Piłsudskiego),
- także przebudowę według projektu Mariana Lalewicza w 1930 pałacu Hertzów (Poznańskich) przy al. T. Kościuszki 4 na Izbę Przemysłowo-Handlową.

### Śmierć
Karol Robert Nestler zmarł 15 stycznia 1905 roku w wieku 88 lat. Pochowany został na Starym Cmentarzu w Łodzi przy ul. Ogrodowej w części ewangelicko-augsburskiej.

## Spuścizna i upadek przedsiębiorstwa

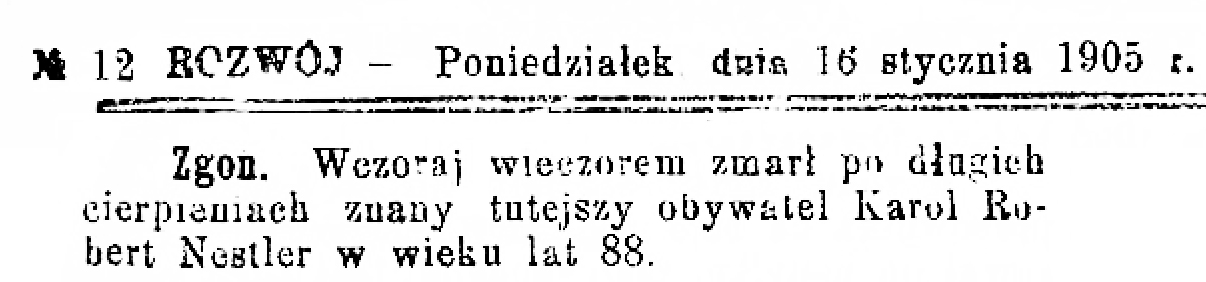
Notatka prasowa o śmierci Karola Roberta Nestlera

Przedsiębiorstwo budowlane w spadku po nestorze otrzymali jego synowie, Karol Gustaw i Robert Karol. W latach 1923–1937 przy ul. Karolewskiej 41 nadal działało „Przedsiębiorstwo budowlane Nestler & Ferrenbach – właściciel Robert Nestler i S-ka”, a od 1938 kierowali nim wnukowie: Karol Heinz Nestler i Hans Robert Nestler, a Karol Gustaw Nestler był prokurentem. Wykonywali różne prace budowlane i ciesielskie, zatrudniali 150 robotników i 5 techników. Zakład rozpościerał się na terenie 1,38 ha.
Historia rodziny i przedsiębiorstwa zakończyła się wraz z II wojną światową, podczas której zginął wnuk nestora, Hans Robert Nestler. Pozostała rodzina, w przeciwieństwie do innych łodzian pochodzenia niemieckiego, z racji przywiązania do miasta i lokalnej społeczności, pozostała w Łodzi, co stało się początkiem tragicznych wydarzeń. 
Tuż po wkroczeniu Armii Czerwonej do Łodzi, bracia Karol Gustaw i Robert Karol zostali w nieustalonych okolicznościach zamordowani przez radzieckich żołnierzy, a pozostała rodzina dokonała emigracji m.in. do Wrocławia. Tamże wnuk nestora, Karol Heinz Nestler, zmarł w 1986 roku. 